# Reprezentacja Jugosławii w piłce wodnej kobiet
Reprezentacja Jugosławii w piłce wodnej kobiet – zespół, biorący udział w imieniu Jugosławii w meczach i sportowych imprezach międzynarodowych w piłce wodnej, powoływany przez selekcjonera, w którym mogą występować wyłącznie zawodnicy posiadający obywatelstwo jugosłowiańskie. Za jej funkcjonowanie odpowiedzialny był Jugosłowiański Związek Piłki Wodnej (VSJ), który był członkiem Międzynarodowej Federacji Pływackiej. W 1992 Jugosławia rozpadła się.